# Police portuaire de Rotterdam

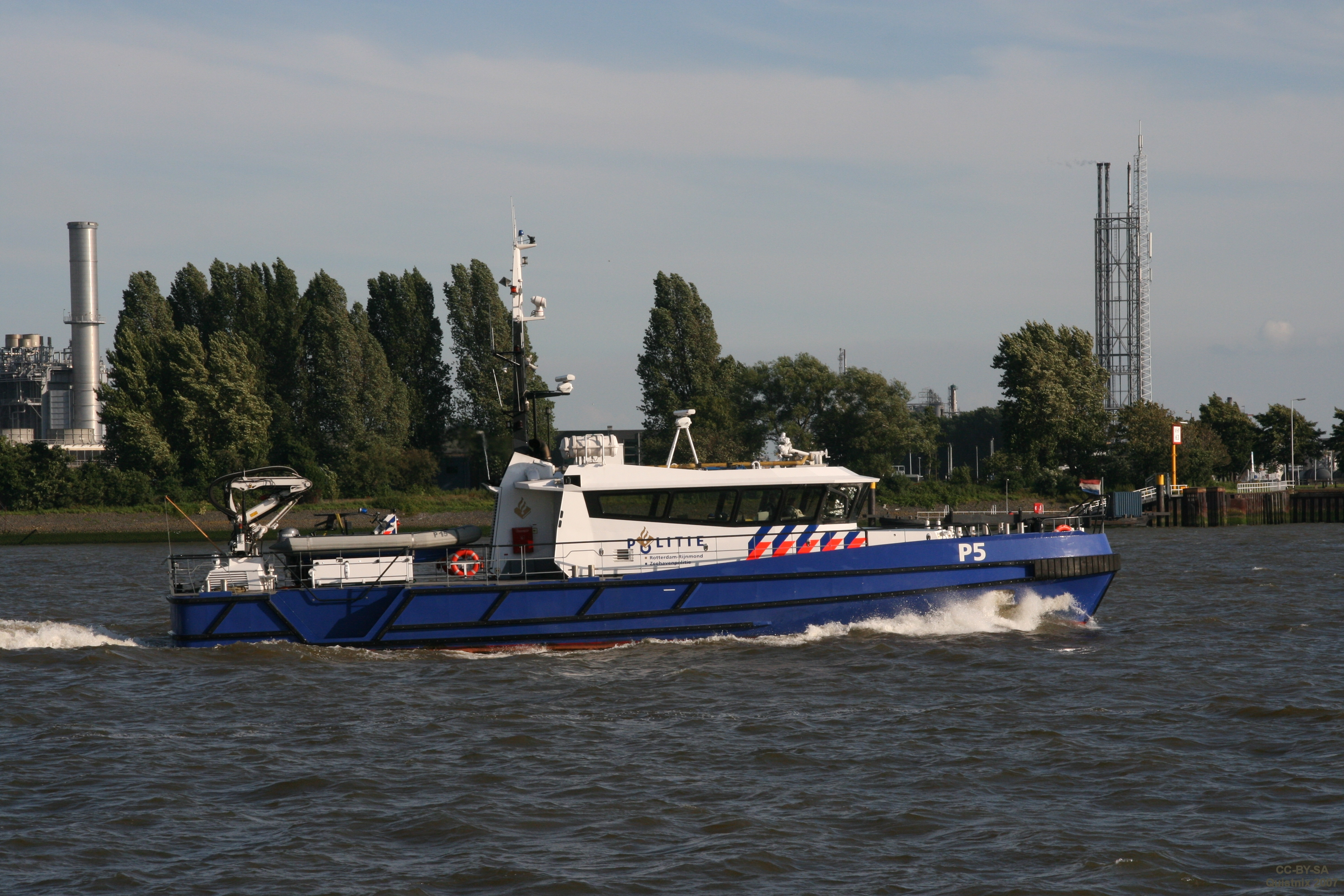
Le P5, un navire de la police portuaire

La police portuaire de Rotterdam (en néerlandais Zeehavenpolitie) est un service de police créé en 1895 dans le port de Rotterdam, dans la province néerlandaise de Hollande-Méridionale. Les missions spécifiques de ce service policier concernent à la fois le maintien de l'ordre dans le port, des activités liées au contrôle douanier, et l'assistance et la protection des personnes dans l'enceinte portuaire.

## Histoire

### Création de laRivierpolitie
La première création d'un service de police , qui porte alors le nom de Rivierpolitie (police fluviale), a lieu en 1895. à la suite d'une série de plaintes des affréteurs rotterdamois, alarmés par l'augmentation des vols dans le port et qui exigent que les autorités rétablissent l'ordre. En 1893, le commissaire principal Willem Voormolen est chargé de fonder le premier service de police. Rapidement, ce service s'élargit et ses missions se précisent. La distinction entre ce service et le reste de la police municipale est établie dès la création du service. Leurs uniformes diffèrent également : alors que les agents réguliers portent des casques en acier, ceux de la police fluviale ont des képis.

### Début duXXesiècle
Depuis la Première Guerre mondiale, la Rivierpolitie est également responsable du contrôle des frontières, une tâche qui, auparavant, était effectuée par la police militaire. Dans ces années-là, l'émigration vers les États-Unis occasionne un trafic maritime important et l'afflux de passagers, et nécessitent des nouvelles mesures plus adaptées et de nouveaux moyens.
Certains événements ou situations ont marqué l'histoire de la Riverpolitie. Ainsi, le 13 novembre 1918, une émeute, suivie d'un incendie, à bord du navire-prison Alida a lieu, au cours de laquelle treize prisonniers ont été blessés. la police est confrontée à la situation d'émigrants sans visa, qui tentent de s'embarquer illégalement. Enfin, ans les années 1930, la Rivierpolitie a eu affaire pour la première fois au problème du trafic d'êtres humains.
Depuis 1911, la Rivierpolitie a ses bureaux au port intérieur de Parkhaven, d'abord sur un ponton flottant, puis, à partir de 1938, dans un bâtiment sur la Sint Jobsweg 6, encore en usage, tandis qu'un nouveau bâtiment a été construit à côté.

### La Seconde Guerre mondiale
Au cours de la Seconde Guerre mondiale, les fonctions de police sont remplies par la police allemande (la Sicherheitspolizei). Sur l'avenue Veerkade, au numéro 7, se trouvait un département de la police fluviale de Hambourg (Hamburg Wasserschutzpolizei). Au numéro 6 de la rue St-Jobsweg se trouvait une prison.

### Agrandissement du port dans la seconde moitié duXXesiècle

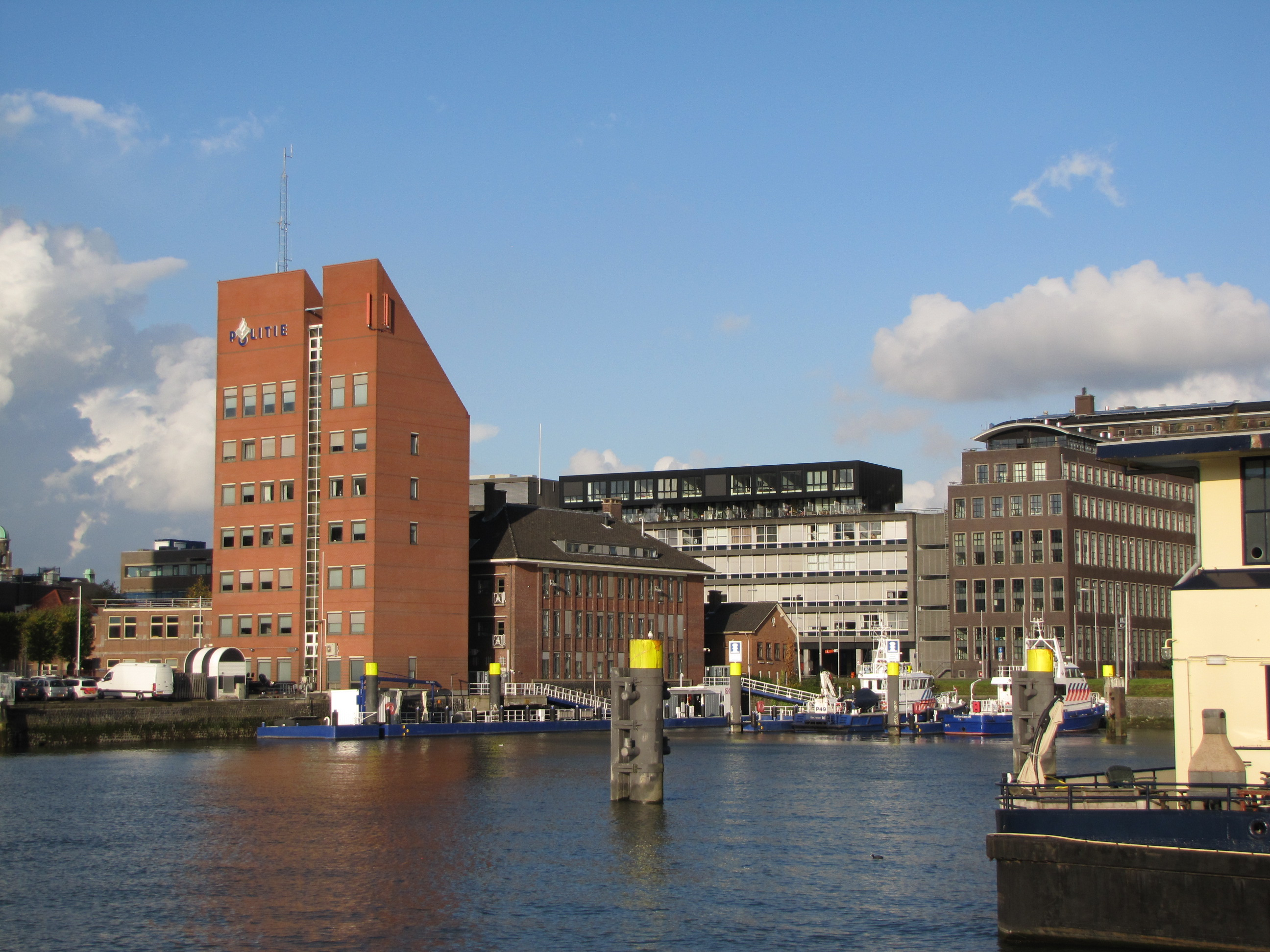
Bâtiments et bateaux de la police portuaires photographiés depuis la rive est de Parkhaven (2017).

Dans les années 1960 et 1970, le port de Rotterdam prend de l'ampleur. De nouveaux bassins portuaires sont bâtis. L'industrie pétrochimique et la manutention des conteneurs se développent de façon importante. La Rivierpolitie est amenée à se concentrer de plus en plus sur la criminalité internationale et la coopération internationale. Dans les années 1960, le Beneluxverdrag (Convention du Benelux) est mise en place et le port de Rotterdam devient une frontière de l'Europe. Les bateaux font l'objet de contrôles de passage et doivent subir des contrôles qualitatifs.
Dans les années 1970, la police travaille principalement dans les nouveaux ports. Les ports intérieurs du centre ville perdent de leur importance, et de plus en plus d'entreprises s'établissent dans les nouveaux bassins Botlek et Europoort. Du fait de l'accroissement constant du port de Rotterdam, la Rivierpolitie grandit également et ouvre de nouveaux bureaux. Un nouveau bureau est ainsi ouvert à Rozenburgse Sluis afin de mieux pour couvrir la zone Europoort. Le bureau de Saint-Jobsweg 6 devenant trop petit, un nouveau bâtiment est construit à côté de l'ancien bureau, inauguré par le maire Bram Peper en 1994.

### De nouvelles missions
Dans les années 1990, le contrôle des frontières prend une dimension nouvelle, avec les acquis de Shengen qui modifient les missions de police au sein de l'espace de liberté, de sécurité et de justice. De nouvelles missions s'ajoutent aux missions traditionnelles de maintien de l'ordre public et du contrôle des frontières. La modification du nom du service, en 2000, la Rivierpolitie devenant la Zeehavenpolitie (police du port maritime) souligne cette évolution : l'activité de ce service policier concerne désormais les questions portuaires et maritimes.
En 2000, la police portuaire ouvre une nouvelle unité de contrôle frontalier. Une vingtaine de nouveaux agents sont recrutés pour renforcer l'équipe, dès la création de ce nouveau département. La nécessité de la création de ce département est le résultat des accords de Schengen. En 2007, cette unité de contrôle des frontières emploie 85 personnes. Elle est responsable du contrôle des frontières dans le port de Rotterdam, à l'exception des Ferries P&O, contrôlés par la maréchaussée néerlandaise.

## Missions et organisation générale
Sur le plan administratif, la police portuaire est une unité de la police régionale de Rotterdam (Regionale Eenheid Rotterdam).
Son terrain d'action couvre les installations portuaires et les eaux allant de Ridderkerk (à l'est de Rotterdam) à l'embouchure de la mer, soit un espace d'environ 45 km de long et de 5 km de large, autour de la rivière et de l'estuaire.
Le département des enquêtes criminelles a une équipe spécialisée sur les problèmes d'environnement et de pollution (Milieuteam). En outre, une équipe HARC (Hit And Run Cargo) travaille avec la police, les douanes, le FIOD et le procureur de la république pour lutter contre les trafics de drogue dans le port de Rotterdam.
Elle compte, en 2017, environ 350 employés.

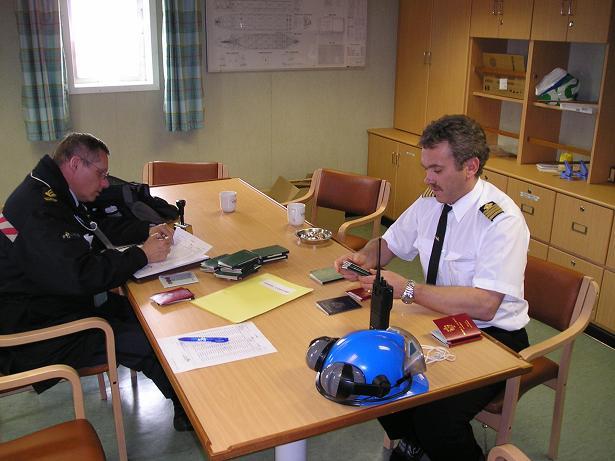
Douaniers de la police portuaire.

### Organisation administrative
La police portuaire est organisée en plusieurs départements :
- Contrôle des frontières (Grensbewaking)[1]
- Police de proximité (Wijkpolitie) : elle s'occupe des contrôles, de la sécurité ou encore de l'assistance aux personnes. Elle est divisée en deux unités. L'unité Est s'occupe des parties situées entre Ridderkerk et la vieille Meuse et a ses bureaux au quai St-Jobsweg[1]. L'unité Ouest est chargée de la zone allant de la Nouvelle Meuse à la mer du Nord. Ses bureaux sont situés au 50 de la rue Neckarweg[1].
- Police criminelle, Opsporing : elle prend en charge les affaires criminelles, en particulier la traite des êtres humains, le trafic de drogue, le trafic illégal d'armes, le vol de conteneur[1]. Elle fait partie des organisations internationales E.A.A.S.P. (European Association of Airport and Seaport Police) en I.A.A.S.P. (International Association of Airport and Seaport Police)[1].
- Ressources humaines et communication[1].
- Recherche :  Environnement, ZwaCri, VVC et HARC.

## Collaborations internationales
La police portuaire de Rotterdam a des collaborations internationales avec les associations internationales de police European Association of Airport and Seaport Police et International Association of Airport and Seaport Police. Ces organisations s'occupent principalement de la sécurité des passagers et des équipages. Elle travaille aussi avec Aquapol, (polices fluviales et portuaires) et Frontex (circulation européenne et aux frontières).